# 2858 Carlosporter
2858 Carlosporter је астероид главног астероидног појаса са средњом удаљеношћу од Сунца која износи 2,266 астрономских јединица (АЈ).
Апсолутна магнитуда астероида је 13,7.